# St. Jacobi (Epschenrode)

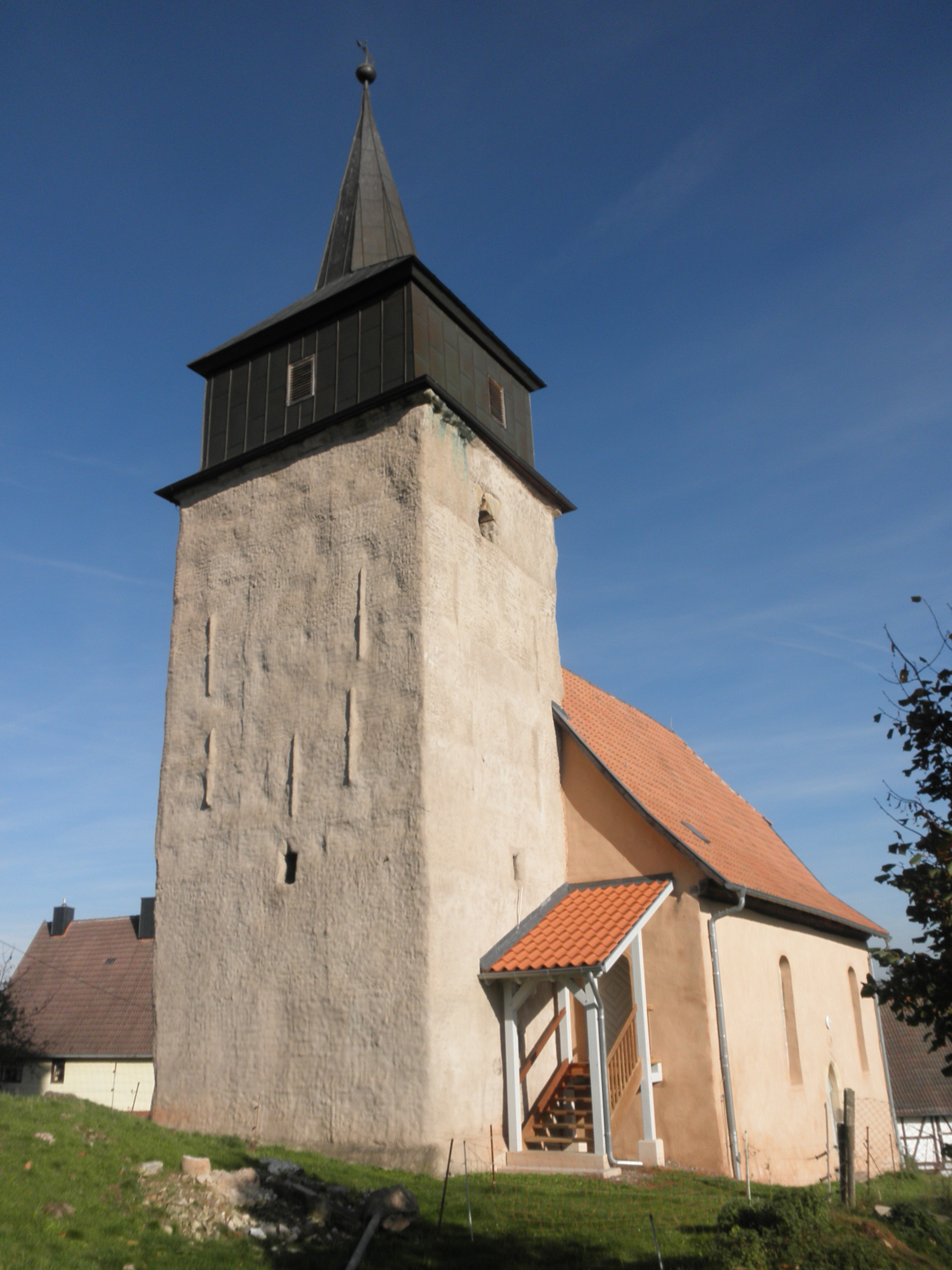
Epschenrode Kirche

Die evangelische Kirche St. Jacobi steht im Ortsteil Epschenrode der Gemeinde Sonnenstein im Landkreis Eichsfeld in Thüringen.

## Geschichte
Der älteste Teil des Gotteshauses reicht bis in die Frühgotik zurück. Auf Grund des gut erhaltenen Bauwerks aus verschiedenen Epochen gilt die Kirche als bedeutendes Zeugnis der Entwicklung der Dorfkirchen in der Region.
Die baugeschichtliche Vergangenheit des Gotteshauses war Grund, für Erhaltungsmaßnahmen im Jahre 2010 die Kirchgemeinde mit Fördermitteln zu unterstützen.

## Architektur
Das Gotteshaus besteht aus dem Langhaus und dem axial leicht nach Norden versetzten Kirchturm.
Innen befinden sich zweigeschossige, zweiseitige Emporen aus der Renaissance sowie das Holztonnengewölbe und der Kanzelaltar aus dem 17. Jahrhundert. Die Fenster im Tudorstil wurden zu Beginn des 19. Jahrhunderts eingebaut.